# Necrolemur
Il necrolemure (gen. Necrolemur) è un primate estinto, appartenente ai tarsiformi. Visse nell'Eocene medio - superiore (circa 45 - 35 milioni di anni fa) e i suoi resti fossili sono stati ritrovati in Europa.

## Descrizione
Questo animale doveva essere simile agli attuali tarsi; fossili ben conservati comprendenti materiale cranico e postcranico mostrano un animale dal corpo lungo circa 20 - 25 centimetri, coda esclusa. Come i tarsi, Necrolemur doveva possedere orbite enormi e poste frontalmente; anche le orecchie dovevano essere grandi. Necrolemur possedeva denti aguzzi, utili probabilmente a mordere e spezzare gli esoscheletri duri degli insetti. Le dita erano lunghe e prensili, mentre la coda, lunga anch'essa, era usata come bilanciere. Il cranio di Necrolemur era caratterizzato da un muso corto, uno spazio stretto tra gli occhi, un osso ectotimpanico tubolare e un grande cervello.

## Classificazione
Necrolemur venne descritto per la prima volta nel 1873 da Filhol, il quale studiò materiali eloquenti provenienti dalle fosforiti di Quercy e li attribuì alla specie Necrolemur antiquus. Un'altra specie, N. zitteli, fu poi istituita da Schlosser nel 1887. Fossili di Necrolemur sono stati ritrovati soprattutto in Francia, ma anche in Spagna e in Svizzera. 

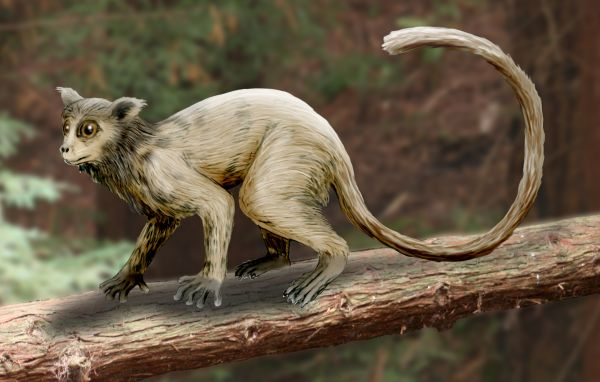
Ricostruzione di Necrolemur

Necrolemur appartiene alla famiglia degli omomiiidi, un gruppo di primati estinti che si pensa possano aver dato origine ai tarsi attuali. In particolare, Necrolemur è considerato un membro dei Microchoerinae (a volte considerati una famiglia a sé stante, Microchoeridae) insieme ad altre forme europee come Nannopithex e Microchoerus.

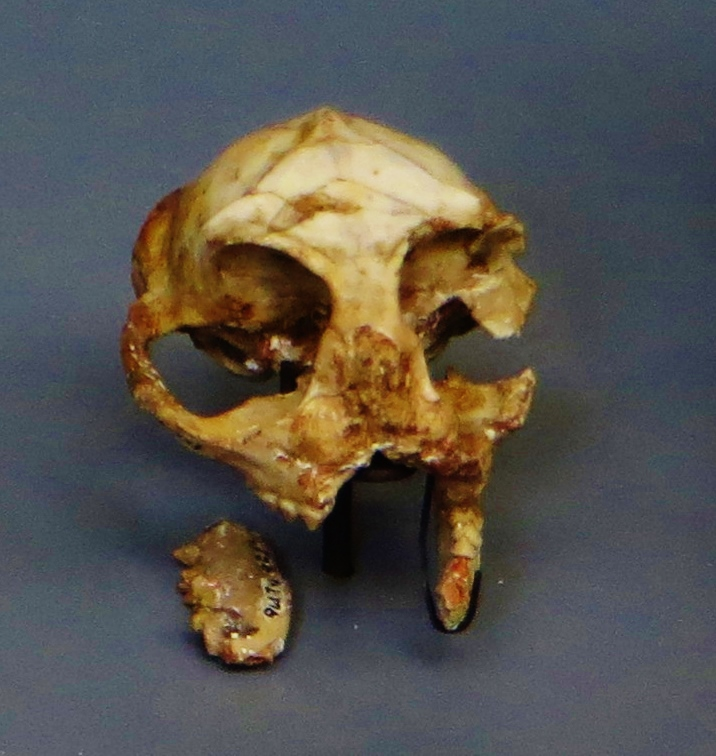
Cranio e mandibola di Necrolemur antiquus major

## Paleoecologia
Alcune caratteristiche dello scheletro postcranico e le enormi orbite frontali sono chiari adattamenti a uno stile di vita arboricolo; probabilmente Necrolemur si arrampicava verticalmente e si lanciava da un ramo all'altro. In tutte queste caratteristiche, comunque, Necrolemur era più moderato degli odierni tarsi, che hanno spinto questi adattamenti all'estremo. Le caratteristiche della dentatura indicano che Necrolemur potrebbe essere stato almeno parzialmente frugivoro, mentre i tarsi sono più spiccatamente insettivori.